# Peter Wittgenstein
Ludwig Adolph Peter di Sayn-Wittgenstein, noto in russo come Pëtr Christianovič Vitgenštejn, conte, poi principe di Sayn-Wittgenstein (Pereslavl'-Zalesskij, 17 gennaio 1769 – Lemberg, 11 giugno 1843), feldmaresciallo durante le Guerre napoleoniche.

## Biografia
Era discendente da una famiglia nobiliare, il cui territorio era il Berleburg. I suoi genitori erano il conte Cristiano Luigi Casimiro di Sayn-Wittgenstein-Ludwigsburg e la sua prima moglie, contessa Amalie Ludowika Finck von Finckenstein.
Il 27 giugno 1798, sposò la contessa Antonia Cäcilie Snarska, dalla quale ebbe undici figli.
Nel 1805 combatté alla Battaglia di Austerlitz, nel 1806 contro i turchi, nel 1807 contro Napoleone nella Battaglia di Friedland e contro l'impero svedese in Finlandia.
Durante la Campagna di Russia di Napoleone, comandava l'ala destra dell'esercito russo. Affrontò le forze francesi dei marescialli Saint-Cyr e Oudinot, bloccando l'avanzata francese verso San Pietroburgo a Polack e guadagnandosi il titolo di "Salvatore di San Pietroburgo". Dopo l'inizio della ritirata francese, il suo esercito si incamminò in una serie di vittorie che costrinsero i francesi sempre più a sud, tanto da intervenire personalmente nello scontro con le forze di Napoleone al passaggio sulla Beresina.
Nella campagna del 1813, assunse il comando dell'esercito russo dopo la morte di Kutuzov e comandò l'esercito russo alla Battaglia di Lützen ed alla Battaglia di Bautzen. Ma dopo le sconfitte nelle campagne di primavera, lasciò quel comando e fu posto al comando dell'armata che combatté le battaglie di Dresda e Lipsia. Passato all'armata al comando del principe Schwarzenberg, venne ferito in modo grave nella battaglia di Bar-sur-Aube, nel 1814. Nel 1823 venne promosso feldmaresciallo e nel 1828 fu designato come comandante in capo nella guerra contro i turchi, ma una malattia lo obbligò a ritirarsi dall'esercito. Nel 1834, il re di Prussia gli conferì il titolo di principe di Sayn-Wittgenstein.
Morì l'11 giugno 1843, a Lemberg, dove si occupava dei terreni del figlio Lev Petrovič.

## Ascendenza
|                                                                  |                                               |                                                  | Genitori                                       |  |  | Nonni |  |  | Bisnonni                                                |  |  | Trisnonni                                               |  |
|                                                                  |                                               |                                                  |                                                |  |  |       |  |  | Luigi Francesco, conte di Sayn-Wittgenstein-Ludwigsburg |  |  | Giorgio Guglielmo, conte di Sayn-Wittgenstein-Berleburg |  |
|                                                                  |                                               |                                                  |                                                |  |  |       |  |  | Luigi Francesco, conte di Sayn-Wittgenstein-Ludwigsburg |  |  | Giorgio Guglielmo, conte di Sayn-Wittgenstein-Berleburg |  |
|                                                                  |                                               | Amelia Margherita de La Place                    |                                                |  |  |       |  |  | Luigi Francesco, conte di Sayn-Wittgenstein-Ludwigsburg |  |  |                                                         |  |
| Francesco Luigi, conte di Sayn-Wittgenstein-Ludwigsburg          |                                               |                                                  |                                                |  |  |       |  |  | Luigi Francesco, conte di Sayn-Wittgenstein-Ludwigsburg |  |  |                                                         |  |
|                                                                  |                                               | Edvige di Lippe-Brake                            | Casimiro, conte di Lippe-Brake                 |  |  |       |  |  |                                                         |  |  |                                                         |  |
|                                                                  |                                               | Edvige di Lippe-Brake                            | Casimiro, conte di Lippe-Brake                 |  |  |       |  |  |                                                         |  |  |                                                         |  |
|                                                                  |                                               | Edvige di Lippe-Brake                            | Anna Amalie di Sayn-Wittgenstein-Homburg       |  |  |       |  |  |                                                         |  |  |                                                         |  |
| Cristiano Luigi Casimiro, conte di Sayn-Wittgenstein-Ludwigsburg |                                               | Edvige di Lippe-Brake                            |                                                |  |  |       |  |  |                                                         |  |  |                                                         |  |
|                                                                  |                                               | Giovanni Cristiano I, conte di Solms-Baruth      | Federico Sigismondo I, conte di Solms-Baruth   |  |  |       |  |  |                                                         |  |  |                                                         |  |
|                                                                  |                                               | Giovanni Cristiano I, conte di Solms-Baruth      | Federico Sigismondo I, conte di Solms-Baruth   |  |  |       |  |  |                                                         |  |  |                                                         |  |
|                                                                  |                                               | Giovanni Cristiano I, conte di Solms-Baruth      | Ernestina di Schönburg-Hartenstein             |  |  |       |  |  |                                                         |  |  |                                                         |  |
| Elena Emilia di Solms-Baruth                                     |                                               | Giovanni Cristiano I, conte di Solms-Baruth      |                                                |  |  |       |  |  |                                                         |  |  |                                                         |  |
|                                                                  |                                               | Elena Costanza Henckel von Donnersmarck          | Elia Andrea, conte Henckel di Donnersmarck     |  |  |       |  |  |                                                         |  |  |                                                         |  |
|                                                                  |                                               | Elena Costanza Henckel von Donnersmarck          | Elia Andrea, conte Henckel di Donnersmarck     |  |  |       |  |  |                                                         |  |  |                                                         |  |
|                                                                  |                                               | Elena Costanza Henckel von Donnersmarck          | Barbara Elena di Maltzan                       |  |  |       |  |  |                                                         |  |  |                                                         |  |
| Pietro, principe di Sayn-Wittgenstein                            |                                               | Elena Costanza Henckel von Donnersmarck          |                                                |  |  |       |  |  |                                                         |  |  |                                                         |  |
|                                                                  | Ludovico Ernesto, conte Finck di Finckenstein | Cristoforo Rainaldo, conte Finck di Finckenstein |                                                |  |  |       |  |  |                                                         |  |  |                                                         |  |
|                                                                  | Ludovico Ernesto, conte Finck di Finckenstein | Cristoforo Rainaldo, conte Finck di Finckenstein |                                                |  |  |       |  |  |                                                         |  |  |                                                         |  |
|                                                                  | Ludovico Ernesto, conte Finck di Finckenstein | Maria Elisabetta di Kanitz                       |                                                |  |  |       |  |  |                                                         |  |  |                                                         |  |
| Elia Ernesto, conte Finck di Finckenstein                        | Ludovico Ernesto, conte Finck di Finckenstein |                                                  |                                                |  |  |       |  |  |                                                         |  |  |                                                         |  |
|                                                                  |                                               | Anna Elena Finck di Finckenstein                 | Giovanni Everardo, conte Finck di Finckenstein |  |  |       |  |  |                                                         |  |  |                                                         |  |
|                                                                  |                                               | Anna Elena Finck di Finckenstein                 | Giovanni Everardo, conte Finck di Finckenstein |  |  |       |  |  |                                                         |  |  |                                                         |  |
|                                                                  |                                               | Anna Elena Finck di Finckenstein                 | Maria di Schlieben                             |  |  |       |  |  |                                                         |  |  |                                                         |  |
| Amalia Ludovica Finck di Finckenstein                            |                                               | Anna Elena Finck di Finckenstein                 |                                                |  |  |       |  |  |                                                         |  |  |                                                         |  |
|                                                                  |                                               | Carlo Melchiorre di Reichau                      | …                                              |  |  |       |  |  |                                                         |  |  |                                                         |  |
|                                                                  |                                               | Carlo Melchiorre di Reichau                      | …                                              |  |  |       |  |  |                                                         |  |  |                                                         |  |
|                                                                  |                                               | Carlo Melchiorre di Reichau                      | …                                              |  |  |       |  |  |                                                         |  |  |                                                         |  |
| Maria Luisa di Reichau                                           |                                               | Carlo Melchiorre di Reichau                      |                                                |  |  |       |  |  |                                                         |  |  |                                                         |  |
|                                                                  |                                               | Margherita d'Arbaud                              | Giovanni d'Arbaud, signore di Blauzac          |  |  |       |  |  |                                                         |  |  |                                                         |  |
|                                                                  |                                               | Margherita d'Arbaud                              | Giovanni d'Arbaud, signore di Blauzac          |  |  |       |  |  |                                                         |  |  |                                                         |  |
|                                                                  |                                               | Margherita d'Arbaud                              | Isabella di Moynier                            |  |  |       |  |  |                                                         |  |  |                                                         |  |
|                                                                  |                                               | Margherita d'Arbaud                              |                                                |  |  |       |  |  |                                                         |  |  |                                                         |  |